# Hogna furva
Hogna furva este o specie de păianjeni din genul Hogna, familia Lycosidae. A fost descrisă pentru prima dată de Thorell, 1899. Conține o singură subspecie: H. f. cingulipes.